# Saint-Jacques-de-Néhou
 Saint-Jacques-de-Néhou  es una población y comuna francesa, situada en la región de Baja Normandía, departamento de Mancha, en el distrito de Cherbourg-Octeville y cantón de Saint-Sauveur-le-Vicomte.

## Demografía
| 549 | 520 | 471 | 446 | 419 | 412 |
| Para los censos de 1962 a 1999 la población legal corresponde a la población sin duplicidades (Fuente: INSEE [Consultar]) |     |     |     |     |     |